# WiMAX

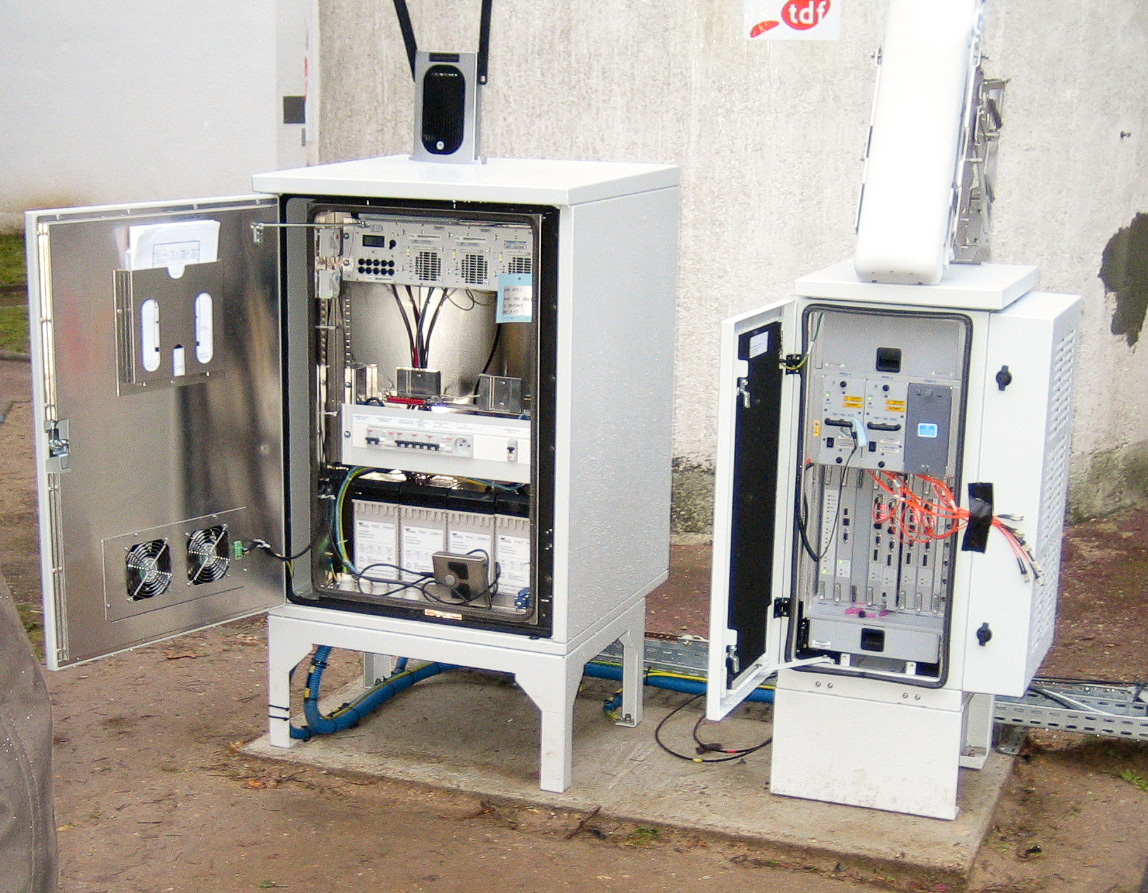
WiMAX-Basisstation

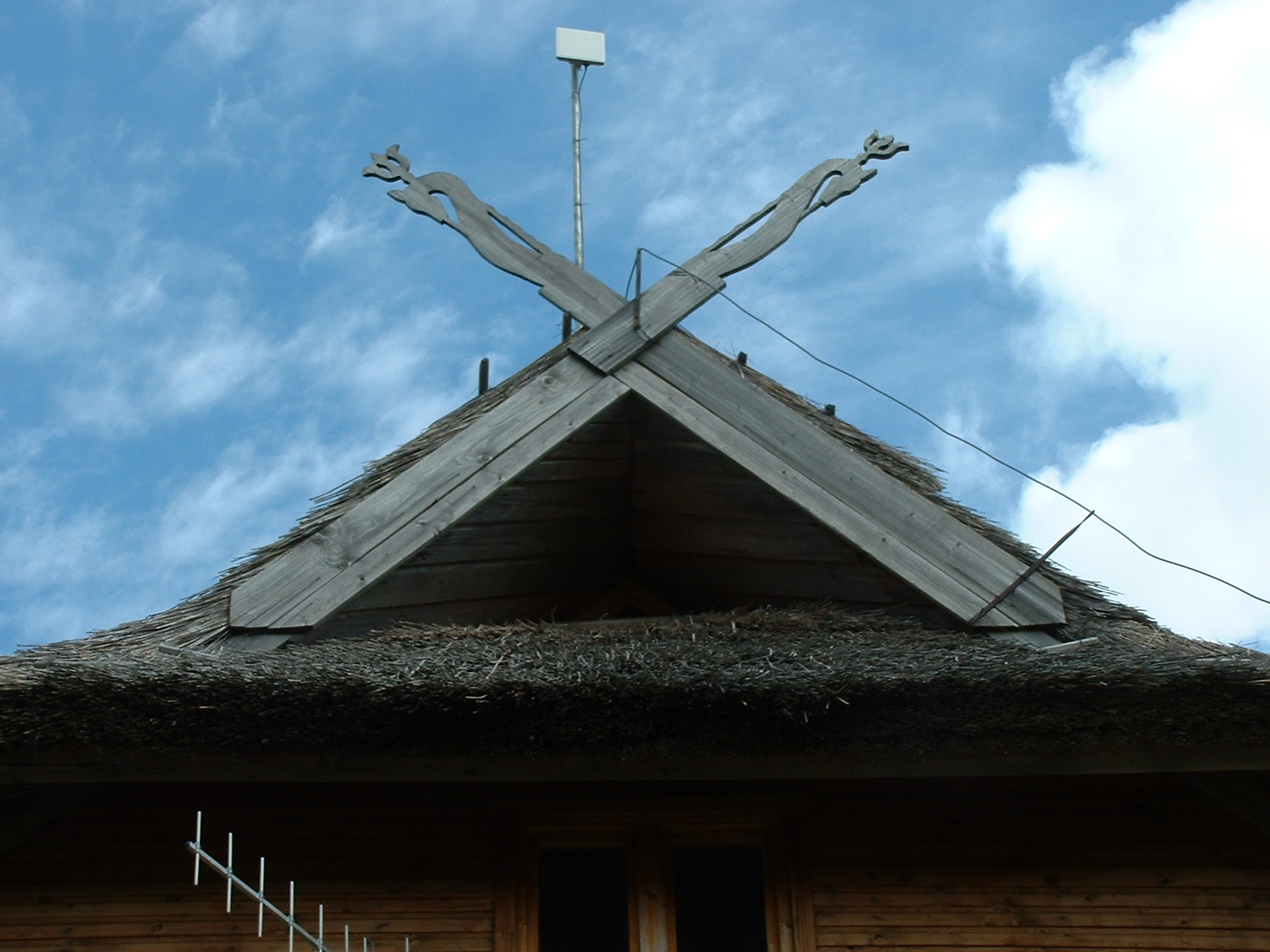
WiMAX-Antenne 13 Meter über dem Boden – die Gegenstelle ist ein 26 km entfernter Fernsehturm – in Betrieb seit 2004 (in Litauen)

WiMAX (Worldwide Interoperability for Microwave Access) ist eine drahtlose Zugangstechnik der Fourth Generation (4G) zu Breitbandinternet, das sich zwischen 2005 und 2010 im Aufkommen befand; zu jener Zeit unterstützten bestimmte Smartphones diese Technologie. WiMAX ist durch LTE weitgehend abgelöst worden und gilt seit spätestens 2014 als nahezu bedeutungslos.
WiMAX wird häufig als Synonym für Funksysteme nach dem IEEE-Standard 802.16 verwendet, ähnlich wie WLAN, das auf dem IEEE-Standard 802.11 beruht. Tatsächlich bezeichnet der Name jedoch eigentlich das WiMAX-Forum, bzw. 802.16-Systeme, welche dem sogenannten WiMAX-Profil dieses Konsortiums genügen. Ein großes Interesse bei der Entwicklung von WiMAX hatte lange Zeit der Chiphersteller Intel.
Bei WiMAX handelt es sich um Hochgeschwindigkeitsübertragungen im Frequenzbereich von 2 bis 66 GHz. WiMAX wurde zunächst als breitbandiges Funkübertragungssystem IEEE 802.16d später 802.16-2004 für stationäre Verbindungen (zum Beispiel Fernsehturm – Hausantenne) entwickelt. Inzwischen hat sich der Standard aber auch zu einem mobilen Standard IEEE 802.16e oder auch 802.16e-2005 für mobile Anwendungen entwickelt. Nach einer entsprechenden Entscheidung der Internationalen Fernmeldeunion darf sich WiMAX gemäß dem aktuellen Standard 802.16m offiziell als 4G-Technologie bezeichnen.
Im WiMAX-Forum wurde an Weiterentwicklung des Standards gearbeitet. So wurde mit IEEE 802.16m (abwärtskompatibel zu 802.16e) 2011 ein Standard entwickelt, der eine High-Speed-Übertragung mit bis zu 1 Gbit/s spezifiziert. Weiterhin regelte das WiMAX-Forum die Spezifizierung der Prüfvorschriften, die für die Zertifizierung der Endgeräte und Netzkomponenten notwendig sind, um dem Standard zu entsprechen.
Zur Blütezeit war WiMAX in über 150 Ländern wie beispielsweise USA, Japan, Korea (WiBro), Taiwan, Russland, Mexiko und verschiedenen Staaten Afrikas verfügbar.

## Technische Grundlagen

WiMAX-Architektur

Der Standard IEEE 802.16 gehört zur Familie der 802-Standards, wie auch 802.3 Ethernet oder 802.11 Wireless LAN. WiMAX spezifiziert nach dem OSI-Modell die beiden untersten Schichten den PHY Layer (Physical Layer) und den MAC Layer (Data Link Layer).
Viel Wert wurde auf große Übertragungsraten mit sehr kurzen Latenzzeiten (Reaktionszeiten) gelegt. Auch wurde ein Betriebsmodus mit zugesicherten Datenraten integriert. Diese Quality-of-Service-Option (QoS) ist wichtig zum Beispiel für Telefonie- und Videoanwendungen, damit diese nicht wegen mangelnder Datenrate unterbrochen werden. Im Gegensatz zu anderen Funktechniken ist durch bevorzugte Behandlung der Sprachdatenpakete also eine bessere Sprachqualität möglich. Eine WiMAX-Basisstation darf mit bis zu 30 Watt EIRP senden, eine mobile oder stationäre Gegenstelle entsprechend mit 4 Watt EIRP.

## Die verschiedenen WiMAX/IEEE-802.16-Standards
Die wichtigsten sind:
- IEEE 802.16-2004 auch fixed WiMAX genannt, statische Verbindung ohne Handover bietet Sicht- und Nichtsichtverbindungen, Frequenzbereich: 2–66 GHz
- IEEE 802.16e-2005 auch mobile WiMAX genannt, erlaubt ein Handover der Funkzelle im laufenden Betrieb, Frequenzbereich: 2–6 GHz
- IEEE 802.16m High-Speed Übertragung bis zu 1Gbit/s und definition des Advanced Air Interface für Gigabit-Übertragung

Es existieren verschiedene funktechnische Übertragungsarten:

### WiMAX mobile
Für breitbandigen Zugang zum Internet konzipiert, bei dem ein Wechsel der Funkzelle für den Nutzer möglich ist. Verwendet OFDMA und MIMO Multiple Input Multiple Output. MIMO-Technologie erhöht den Datendurchsatz und trägt zur Verbesserung der Signalstabilität in Umgebungen mit Reflexionen bzw. ohne Sichtverbindung der Antennen bei. Auch der WLAN-Standard IEEE 802.11n verwendet diese Technologie, wie sie auch bei anderen Mobilfunktechnologien Anwendung findet.

### WiMAX fixed
Vorgänger-Version von mobile WiMAX, basierend auf OFDM. Ein Wechsel der Funkzelle unter Beibehaltung der IP-Adresse wurde hier nicht spezifiziert. Wo notwendig, werden heute die fixed Netze auf die mobile Version umgerüstet.

### Weitere Verfahren für Frequenzen oberhalb von 10 GHz
Oberhalb der Frequenz von 10 GHz bieten sich zur Übertragung der Signale Parabolantennen als Antennen mit hohem Gewinn und großer Richtwirkung an. Die großen zur Verfügung stehenden Bandbreiten von 25 GHz in den Vereinigten Staaten von Amerika bzw. 28 GHz in Europa ermöglichen dadurch sehr hohe Datenübertragungsraten. Voraussetzung hierfür ist jedoch eine Sichtverbindung zwischen den beiden Antennen, die sogenannte Line of Sight (LoS). Das beschriebene Verfahren eignet sich somit für den Anschluss über weite Entfernungen, zum Beispiel als Backbone oder zum Verbinden von Basisstationen per Richtfunk.

## Praxis
WiMAX findet inzwischen sowohl als stationäre (fixed WiMAX) als auch als Funktechnologie für mobiles Internet mit hohen Datenraten in Mobilfunknetzen seine Anwendung. Der Versorgungsradius einer Basisstation in städtischer Umgebung liegt üblicherweise zwischen 2 und 5 Kilometern. Wie bei allen Mobilfunksystemen müssen sich die beteiligten Nutzer die zur Verfügung stehende Datenrate teilen. Für mobile WiMAX nach 802.16e-2005 wird hier zurzeit eine Datenrate von ~40 Mbit/s angegeben.
Im WiMAX-Forum haben sich über 430 Technologieunternehmen und Institutionen zusammengeschlossen, um durch Standardisierung von WiMAX dessen Kompatibilität mit den Produkten der verschiedenen Hersteller zu gewährleisten.
Bisher wurden mehr als 196 verschiedene Empfangsgeräte wie Handys, Notebooks, USB-Sticks, Tablets und WiMAX home modems zertifiziert.

## Verbreitung von WiMAX (geografisch)

### Europa
In Europa sind WiMAX-Netze in Irland (betrieben durch Imagine Communication Group), Spanien (betrieben durch Iberbanda – seit 2017 nicht mehr in Betrieb sowie Verimax auf der Kanareninsel La Palma) oder auch Portugal (betrieben von dem Unternehmen ZAPP.PT) bereits verfügbar, darüber hinaus in untenstehenden Ländern.
Gegenüber LTE-Anbietern setzten sich WIMAX-Angebote in Europa nicht durch.

#### Bulgarien
In Bulgarien wurden vier WiMAX-Lizenzen im Sommer 2005 versteigert. Der kommerzielle Betrieb startete im Februar 2007 mit dem ersten Netz von Mobiltel in etwa 10 größeren Städte mit Tarifen ausschließlich für Geschäftskunden zu Preisen von umgerechnet etwa 30 Euro im Monat für eine Flatrate mit symmetrischer Bandbreite und einer Datenrate von 1 MBit/s. 2010 verkaufte Mobiltel seine Lizenz aber an Max Telecom, der zweite Betreiber Trans Telecom meldete Ende 2010 Konkurs an und verlor seine Lizenz im April 2011. Einzig Max Telecom erweiterte weiterhin sein Netz und bot Tarife auch an Privatkunden mit zwei Tarifen für umgerechnet 10 Euro monatlich und Bandbreiten von 8 und 16 Mbit/s. Das WiMAX Netz wurde 2015 abgeschaltet und alle Kunden zum LTE-Standard migriert. Der dritte Betreiber Nexcom bоt seine Dienste an mit Tarife auch für Privatkunden, еs stаnden zwei Tarifen für umgerechnet 18 Euro bzw. 22 Euro monatlich und Bandbreiten von 1 und 2 Mbit/s zur Verfügung. Der Markt zählte etwa 20 000 Kunden. 2012 entzog die Regulierungsbehörde dem Unternehmen seine Lizenz aufgrund ausstehender Gebühren und das Netz wurde abgeschaltet.

#### Deutschland
Ab 2005 bot die Deutsche Breitband Dienste GmbH (DBD) kommerzielle WiMAX-Angebote an. Das Unternehmen setzte WLL-Lizenzen im 3,5-GHz-Band ein, um darüber Technologie nach dem 2005 zertifizierten Fixed-WiMAX-Standard zu verwenden.
Die WiMAX-Lizenzen vergab die Bundesnetzagentur als Broadband-Wireless-Access-Lizenzen (BWA-Lizenzen) für Frequenzen von 3400 bis 3600 MHz in einer Auktion Ende 2006. Fünf der sechs Interessenten erwarben Lizenzen für rund 56 Millionen Euro.
Bundesweite Lizenzen ersteigerten die US-Firma Clearwire, die Deutsche Breitbanddienste GmbH (DBD), die unter dem Namen MAXXonair in Städten und unter DSLonair im ländlichen Raum Angebote machte und Inquam, ein Joint Venture des WiMAX-Entwicklers NextWave Wireless mit Finanzinvestoren und der Omnia Holdings Limited. Regionale Lizenzen für Bayern ersteigerten die italienische MGM Productions Group S.R.L. und Televersa online. Letztere gab die Lizenz zurück und bietet regional in Ostbayern Breitband-Internetzugänge an – per WLL-Technologie.
Ende 2012 wurde durch die DBD die Versorgung in Berlin und Dresden beendet.

#### Kroatien, Slowakei, Österreich
Das österreichische WiMAX Telecom-Konsortium baute Netze in Kroatien und in der Slowakei auf.
Im Jahr 2009 ging WiMAX Telecom in Konkurs.
Ein weiterer Anbieter in Kroatien ist Optima Telekom.
Die kroatische Netzagentur vergab in 11 Gespanschaften WiMAX-Lizenzen.
| Firma                             | Lizenzen |
| --------------------------------- | -------- |
| Dubrovnik Telekom                 | 1        |
| Globalnet                         | 1        |
| H1 Telekom (Portus)               | 5        |
| Novi-net                          | 1        |
| Odašiljači i veze (OiV)           | 11       |
| Optima Telekom                    | 10       |
| T-Hrvatski Telekom (T-Com, Iskon) | 6        |
| Vipnet                            | 1        |
| Wimax Telecom                     | 8        |

Die Firma Odašiljači i veze (OiV), welche auch die Sendeanlagen der nationalen Fernseh- und Radiosender verwaltet, ging als Sieger hervor.

#### Litauen
In Litauen wird WiMAX seit Sommer 2004 vor allem für Gegenden angeboten, in denen es keine Telefonleitungen gibt. Die Preise liegen bei ca. 30 € für eine 64-kbit/s-Flatrate mit fester IP-Adresse.

#### Russland
In Moskau und St. Petersburg ist seit November 2008, in Ufa, Krasnodar, Wyborg und Sotschi seit Mitte 2009 das mobile WiMAX gemäß IEEE 802.16e-2005 WiBro des Providers Yota flächendeckend verfügbar. Der Service kostet ab März 2011 1400 Rubel oder ca. 35 Euro pro Monat. Die effektive Datenrate ist 5 Mbit/s.

### Afrika

#### Südafrika
Unter dem Namen iBurst ist die WiMAX-Technik in Südafrika seit einigen Jahren verbreitet und erfreut sich immer größerer Beliebtheit. iBurst ist in den meisten Städten in Südafrika verbreitet und die derzeit preiswerteste Möglichkeit der Anbindung an das Internet. Verschiedene Datenvolumen-Pakete ab ca. 15 Euro pro Monat stehen zur Auswahl. Der Download-Stream beträgt bis zu 1024 Kbps.

#### Sierra Leone und Mosambik
Aufgrund der schlechten Festnetzversorgung in Sierra Leone und Mosambik baut der Konzern Multinet ein WiMAX-Netzwerk ab 2008 auf. Hierdurch wird der Durchbruch des Internets in den beiden Staaten erwartet.

### USA
In den USA ist das bisher größte WiMAX Netzwerk basierend auf dem IEEE 802.16e online und wird von Clearwire betrieben. Das Netz erreicht bereits mehr als 119 Millionen Menschen in mehr als 70 Städten. Nach der Übernahme von Clearwire durch Sprint im Jahr 2013 wurde beschlossen, den WiMAX-Betrieb bis Ende 2015 einzustellen.

### Asien
In Japan wird ein WiMAX Netzwerk von UQ Communication betrieben. Hier werden bis März 2011 mehr als 800.000 Nutzer erwartet.
In Korea wird von KT Telecom ein Netzwerk mit landesweiter Abdeckung betrieben. Beide Unternehmen haben Anfang 2011 ein Roaming-Abkommen unterzeichnet. Damit können die Nutzer beide Netze nutzen. Weitere Netze sind in Malaysia, Laos, Taiwan und auch Indien zu finden.
WiMAX nimmt in Taiwan eine besondere Rolle ein: Laut Analysten und Branchenexperten wird mit einem Umsatz von umgerechnet 100 Millionen US-Dollar gerechnet. Mit der Mobilfunktechnik LTE wird für den taiwanesischen Markt ein Umsatz von fast einer Milliarde US-Dollar erwartet.

## Rückgang von WiMAX
Kurzzeitig waren WiMAX-kompatible Mobiltelefone von HTC oder Samsung verfügbar. Weitere Telefone sowie auch Tablets waren von verschiedenen Herstellern wie Blackberry, Motorola, Inc. oder auch HTC für 2011 angekündigt, wurden jedoch nicht mehr veröffentlicht. USB-Modems und CPEs sind erhältlich.
Im Mobilfunkbereich hat sich der Long-Term-Evolution-Standard weitestgehend durchgesetzt. Auch die WLAN-Technologie wurde über die Jahre weiterentwickelt und ist mittlerweile die Schlüsseltechnologie schlechthin für öffentliche Zugangspunkte (Hot Spots). Gerade in Schwellenländern erfreut sich WLAN wegen der allgemein verfügbaren Hardware und hoher Kompatibilität von Geräten verschiedener Hersteller untereinander wachsender Beliebtheit. Der Nachteil von WLAN im Vergleich zum Mobilfunk sind aber nach wie vor die wesentlich geringeren Reichweiten.
Im April 2014 wurde bekannt, dass das größte WiMAX-Netz der USA von seinem Betreiber Sprint zu Gunsten der LTE-Technik bis Ende 2015 abgeschaltet wird. Sprint hatte das Netz im Jahr 2013 von Clearwire übernommen. Es hatte zuletzt rund 17.000 Sendestationen.
Im Mai 2014 sprach sich eine Mehrheit der in der IEEE 802.11-Arbeitsgruppe aktiven Mitglieder dafür aus, die korrespondierende IEEE 802.16-Arbeitsgruppe aufzulösen. Als Grund wird der mangelnde Markterfolg des WiMAX-Standards IEEE 802.16 genannt.